# PGC 2166259
LEDA/PGC 2166259 ist eine Edge-On-Galaxie im Sternbild Perseus am Nordsternhimmel. Sie ist schätzungsweise 824 Millionen Lichtjahre von der Milchstraße entfernt und hat eine Ausdehnung von etwa 280.000 Lichtjahren. Vom Sonnensystem aus entfernt sich das Objekt mit einer errechneten Radialgeschwindigkeit von näherungsweise 18.300 Kilometern pro Sekunde.

## Galaktisches Umfeld
| Nr. | Galaxie                 | Alternativname            | Rek           | Dek           | Distanz/asec |
| --- | ----------------------- | ------------------------- | ------------- | ------------- | ------------ |
| →   | LEDA/PGC 2166259        | 2MASX J02381758+4028161   | 02h38m17.58s  | +40d28m16.0s  | 0            |
| 1   | LEDA/PGC 2166237        | 2MASX J02384108+4028112   | 02h38m41.07s  | +40d28m11.0s  | 268.44       |
| 2   | LEDA/PGC 2165977        | 2MASX J02374417+4027029   | 02h37m44.19s  | +40d27m03.3s  | 387.81       |
| 3   | LEDA/PGC 2165786        | 2MASX J02374172+4026149   | 02h37m41.75s  | +40d26m15.3s  | 425.55       |
| 4   | LEDA/PGC 2165888        | 2MASX J02373822+4026410   | 02h37m38.28s  | +40d26m40.9s  | 458.19       |
| 5   | LEDA/PGC 2167340        | 2MASX J02374131+4032289   | 02h37m41.33s  | +40d32m29.0s  | 485.11       |
| 6   | 2MASX J02375943+4019472 | 2MASS J02375940+4019469   | 02h37m59.42s  | +40d19m46.9s  | 549.01       |
| 7   | LEDA/PGC 2163644        | 2MASX J02375655+4017342   | 02h37m56.52s  | +40d17m34.1s  | 685.36       |
| 8   | LEDA/PGC 90627          | WISEA J023836.02+403943.0 | 02h38m35.80s  | +40d39m43.0s  | 720.25       |
| 9   | LEDA/PGC 2165204        | 2MASX J02371466+4023510   | 02h37m14.64s  | +40d23m50.9s  | 766.21       |
| 10  | LEDA/PGC 2162977        | 2MASX J02382115+4014561   | 02h38m21.17s  | +40d14m56.4s  | 800.66       |
| 11  | LEDA/PGC 9959           | CGCG 539-061              | 02h37m40.21s  | +40d16m48.9s  | 808.61       |
| 12  | LEDA/PGC 2167752        | 2MASX J02392281+4034032   | 02h39m22.799s | +40d34m03.65s | 821.11       |
| 13  | LEDA/PGC 10025          | UGC 2126                  | 02h38m47.07s  | +40d41m55.1s  | 885.87       |
| 14  | LEDA/PGC 2167160        | 2MASX J02393747+4031474   | 02h39m37.468s | +40d31m47.86s | 935.62       |
| 15  | LEDA/PGC 2162442        | 2MASX J02383234+4012522   | 02h38m32.34s  | +40d12m52.2s  | 938.07       |